# Amblyodon dealbatus
Amblyodon dealbatus là một loài Rêu trong họ Meesiaceae. Loài này được (Sw. ex Hedw.) Bruch & Schimp. mô tả khoa học đầu tiên năm 1841.